# G. P. Kanton Aargau
O G. P. Kanton Aargau (oficialmente:GP du canton d'Argovie; também chamado: GP Kanton Aargau-Gippingen) é uma carreira ciclista de um dia suíça. É a mais importante carreira de um dia do seu país depois do desaparecimento do Campeonato de Zurique.
Disputada pela primeira vez em 1964, desde a criação dos Circuitos Continentais da UCI em 2005 faz parte do UCI Europe Tour, na categoria 1.hc (máxima categoria destes circuitos), até que no 2010 desceu à 1.1 para de novo ascender no 2014. Também tem tido edições para amadoras.
Em 2013 criou-se uma edição feminina amador de 2 etapas mas com diferente nome que a masculina (oficialmente: Radsporttage Gippingen) que se disputa dois dias depois que a masculina. Em 2014 as duas etapas dividiram-se criando duas carreiras de um dia por uma parte uma amador com o nome de Prólogo do Grande Prêmio Gippingen Feminino e por outra uma profissional dentro da categoria 1.2 (última categoria do profissionalismo) com o nome de Grande Prêmio Gippingen Feminino. A amador como o seu próprio nome indica que se disputa primeiro e tem menor quilometragem que a profissional (quase um terço). Anteriormente já se disputou outra carreira feminina de um dia com o mesmo nome.
Como o seu nome indica, se disputa no Cantão de Argóvia, sobre um circuito de uns vinte quilómetros com princípio e final na cidade de Gippingen, na comunidade de Leuggern.

## Palmarés

### Masculino
| Ano  | Vencedor              | Segundo               | Terceiro                    |           |
| ---- | --------------------- | --------------------- | --------------------------- | --------- |
| 1964 | Jan Lauwers           | Georges Vandenberghe  | Sylvain Henckaerts          |           |
| 1965 | Jean Stablinski       | Dieter Kemper         | Werner Weber                |           |
| 1966 | Wilfried Peffgen      | Tom Simpson           | Dieter Kemper               |           |
| 1967 | Edward Sels           | Herman Vrancken       | Giampiero Macchi            |           |
| 1968 | Willy Vekemans        | Etienne Buysse        | Pierre Vreys                |           |
| 1969 | Walter Godefroot      | Erich Spahn           | Jean Ronsmans               |           |
| 1970 | Eric De Vlaeminck     | Frans Kerremans       | Maurice Dury                |           |
| 1971 | Michel Périn          | Jean-Pierre Berckmans | Wim Prinsen                 |           |
| 1972 | Georges Pintens       | Karl-Heinz Muddemann  | Arthur Van De Vijver        |           |
| 1973 | Marino Basso          | Herman Van Springel   | Alessio Peccolo             |           |
| 1974 | Giacinto Santambrogio | Marcello Osler        | Martín Emilio Rodríguez     |           |
| 1975 | André Dierickx        | Dietrich Thurau       | Valerio Lualdi              |           |
| 1976 | Roy Schuiten          | Jan Raas              | Pol Verschuere              |           |
| 1977 | Dietrich Thurau       | Michel Pollentier     | Roland Salm                 |           |
| 1978 | Simone Fraccaro       | Paul Wellens          | Francesco Moser             |           |
| 1979 | Giuseppe Saronni      | Claudio Torelli       | Paul Wellens                |           |
| 1980 | Patrick Pevenage      | Willy Teirlinck       | Piet van Katwijk            |           |
| 1981 | Daniel Gisiger        | Philippe Vandeghinste | Luciano Rui                 |           |
| 1982 | Jacques Hanegraaf     | Adri van der Poel     | Luc Govaerts                |           |
| 1983 | Siegfried Hekimi      | Bernard Gavillet      | Daniel Gisiger              |           |
| 1984 | Ferdi Van Den Haute   | Jozef Lieckens        | Pierino Gavazzi             |           |
| 1985 | Urs Freuler           | Erich Maechler        | Giuseppe Martinelli         |           |
| 1986 | Frank Hoste           | Peter Stevenhaagen    | Gilbert Glaus               |           |
| 1987 | Adri van der Poel     | Frans Maassen         | Othmar Haefliger            |           |
| 1988 | Arjan Jagt            | Flavio Chesini        | Frank Hoste                 |           |
| 1989 | Paolo Rosola          | Urs Freuler           | Stephan Joho                |           |
| 1990 | Adri van der Poel     | Werner Wüller         | Carlo Bomans                |           |
| 1991 | Sammie Moreels        | Etienne De Wilde      | Rudy Verdonck               |           |
| 1992 | Uwe Ampler            | Dominique Arnould     | Dante Rezze                 |           |
| 1993 | Gianni Bugno          | Claudio Chiappucci    | Prudencio Indurain          |           |
| 1994 | Pascal Richard        | Armand de Las Cuevas  | Rudy Verdonck               |           |
| 1995 | Pascal Richard        | Arvis Piziks          | Steffen Wesemann            |           |
| 1996 | Fabrizio Guidi        | Abraham Olano         | Bjarne Riis                 |           |
| 1997 | Udo Bölts             | Andrei Tchmil         | Dmitri Konyschew            |           |
| 1998 | Michele Bartoli       | Sergei Ivanov         | Oscar Camenzind             |           |
| 1999 | Romāns Vainšteins     | Gabriele Missaglia    | Gorazd Štangelj             |           |
| 2000 | Steffen Wesemann      | Stefano Garzelli      | Laurent Dufaux              |           |
| 2001 | Karsten Kroon         | Alberto Elli          | Jakob Piil                  |           |
| 2002 | Giuseppe Palumbo      | Alberto Ongarato      | Paolo Lanfranchi            |           |
| 2003 | Martin Elmiger        | Paolo Bettini         | Sergei Ivanov               |           |
| 2004 | Matteo Tosatto        | Markus Zberg          | Martin Elmiger              |           |
| 2005 | Alexandre Moos        | Jan Ullrich           | Marcel Strauss              |           |
| 2006 | Beat Zberg            | Nick Nuyens           | Grégory Rast                |           |
| 2007 | John Gadret           | Raffaele Ferrara      | Tomasz Marczyński           |           |
| 2008 | Lloyd Mondory         | Martin Elmiger        | Thomas Löfkvist             |           |
| 2009 | Peter Velits          | Ben Hermans           | Heinrich Haussler           |           |
| 2010 | Kristof Vandewalle    | Emanuele Sella        | Heinrich Haussler           |           |
| 2011 | Michael Albasini      | Giovanni Visconti     | Stefan Schumacher           |           |
| 2012 | Sergey Lagutin        | Vladimir Gusev        | Georg Preidler              |           |
| 2013 | Michael Albasini      | Jonathan Hivert       | Marco Frapporti             |           |
| 2014 | Simon Geschke         | Silvan Dillier        | Jérôme Baugnies             |           |
| 2015 | Alexander Kristoff    | Michael Albasini      | Davide Appollonio           |           |
| 2016 | Giacomo Nizzolo       | Andrea Pasqualon      | David Tanner                |           |
| 2017 | Sacha Modolo          | John Degenkolb        | Niccolò Bonifazio           |           |
| 2018 | Alexander Kristoff    | Francesco Gavazzi     | Marco Canola                |           |
| 2019 | Alexander Kristoff    | Andrea Pasqualon      | Reinardt Janse van Rensburg |           |
| 2020 | cancelado             | cancelado             | cancelado                   | cancelado |
| 2021 | Ide Schelling         | Rui Costa             | Esteban Chaves              |           |
| 2022 | Marc Hirschi          | Maximilian Schachmann | Andreas Kron                |           |
| 2023 | Thibau Nys            | Marc Hirschi          | Pello Bilbao                |           |
| 2024 | Maxim Van Gils        | Alberto Bettiol       | Roger Adrià                 |           |

### Feminino
Em amarelo: edição amador.
| Ano                                          | Ganhadora             | Segunda         | Terça            |
| -------------------------------------------- | --------------------- | --------------- | ---------------- |
| Radsporttage Gippingen (carreira por etapas) |                       |                 |                  |
| 2013                                         | Dalia Muccioli        | Doris Schweizer | Georgia Williams |
| Prólogo do Grande Prêmio Gippingem Feminino  |                       |                 |                  |
| 2014                                         | Katarzyna Niewiadoma  | Lotta Lepistö   | Simona Frapporti |
| Grande Prêmio Gippingem Feminino             |                       |                 |                  |
| 2014                                         | Katarzyna Niewiadoma  | Eugenia Bujak   | Roxane Knetemann |
| 2015                                         | Helena Anouska Koster | Edwige Pitel    | Thalita De Jong  |

## Vitórias por países
| País          | Vitórias |
| ------------- | -------- |
| Bélgica       | 12       |
| Itália        | 12       |
| Suíça         | 10       |
| Países Baixos | 6        |
| Alemanha      | 6        |
| França        | 4        |
| Noruega       | 3        |
| Eslováquia    | 1        |
| Uzbequistão   | 1        |
| Letônia       | 1        |

| País          | Vitórias |
| ------------- | -------- |
| Polónia       | 2        |
| Itália        | 1        |
| Países Baixos | 1        |